# Обращение императора Хирохито
Обращение императора Хирохито (яп. 玉音放送, Гёкуон-хо: со:) к подданным Японской империи было передано 15 августа 1945 года в 12:00 по токийскому времени в эфире национального радио (NHK). Император заявил о том, что Япония принимает условия Потсдамской декларации, что означало капитуляцию Японии во Второй мировой войне.
Это был первый случай, когда император Японии обращался напрямую к народу, а верноподданные впервые услышали его голос; после этого множество японцев пали духом и усомнились в своём божественном происхождении по синтоизму. В тот же день некоторыми японскими военными заговорщиками, выступающими против капитуляции, была совершена попытка переворота.

## Полный текст речи
Нашим добрым и верным подданным.
После тщательного размышления об основных тенденциях в мире и при текущих условиях, которые сложились в нашей империи сегодня, мы приняли решение, что повлиять на существующую ситуацию могут только чрезвычайные меры.
Мы приказали нашему правительству сообщить правительствам Соединенных Штатов, Великобритании, Китая и Советского Союза о том, что наша империя принимает условия их совместной декларации.
Борьба за общее процветание и счастье всех наций, а также за безопасность и благосостояние наших подданных — это важная обязанность, завещанная нам нашими императорскими предками, которую мы принимаем близко к сердцу.
Действительно, мы объявили войну Америке и Британии, искренне желая обеспечить самосохранение Японии и стабильность в Восточной Азии, и мы не помышляли о том, чтобы нарушить суверенитет других наций или о территориальной экспансии. Но война длится более четырёх лет. Несмотря на наши усилия — доблестные действия наших армии и флота, трудолюбие и усердие наших государственных служащих и на совместные усилия нашего стомиллионного населения, — ситуация в войне сложилась не в пользу Японии, тем временем как основные события в мире целиком сложились против её интересов.
Более того, противник применил новую бомбу невиданной разрушительной силы, которая погубила множество ни в чём не повинных людей. Если мы будем вести войну и дальше, это будет означать не только ужасную гибель и уничтожение японского народа, но также приведет к гибели всей человеческой цивилизации.
Сегодня перед нами стоит вопрос: как нам спасти миллионы наших подданных и не унизить себя перед священными духами наших императорских предков? Вот причина, почему мы приказали принять условия совместной декларации победителей.
Мы не можем не высказать чувство глубочайшей признательности нашим союзникам в Восточной Азии, которые объединили свои усилия с империей за освобождение Восточной Азии.
Мысли о тех офицерах и солдатах, всех тех, кто пал на полях сражений, тех, кто погиб на своем посту, или тех, кто встретил смерть иначе, обо всех их убитых горем семьях ранят наше сердце днем и ночью.
Состояние раненых и пострадавших от войны и всех тех, кто потерял свои дома и средства к существованию, является объектом нашей большой обеспокоенности.
Жизнь нашего государства будет полна тягот и лишений. Мы четко осознаем сокровенные чувства всех вас, наши подданные. Однако в сложившихся условиях нам выпала судьба пройти по тернистому пути к достижению всеобщего мира для всех грядущих поколений, стерпя нестерпимое и вынеся невыносимое.
Имея возможность сохранить и поддерживать Кокутай, мы всегда с вами, наши добрые и верные подданные, мы всегда полагаемся на вашу искренность и честность.
Более всего мы опасаемся любых всплесков эмоций, которые могут привести к ненужным осложнениям, боимся братских обид и ссор, приводящих к беспорядкам и могущих ввести вас в заблуждение, заставив потерять веру в мировой порядок.
Пусть весь наш народ, как одна семья, от поколения к поколению, твердо придерживается традиций нерушимости их божественной страны и будет стойко выносить то тяжелое бремя ответственности, которое легло на плечи страны, которой предстоит проделать большой путь.
Объедините всю вашу силу для созидания, для лучшего будущего. Идите строго по пути справедливости, благородства духа и работайте с той мыслью, что вы можете вознести вечную славу империи и при этом идти в ногу с мировым прогрессом.

(Печать Императора Хирохито)
Токио, 14 августа, 1945 года (20 год Сёва).

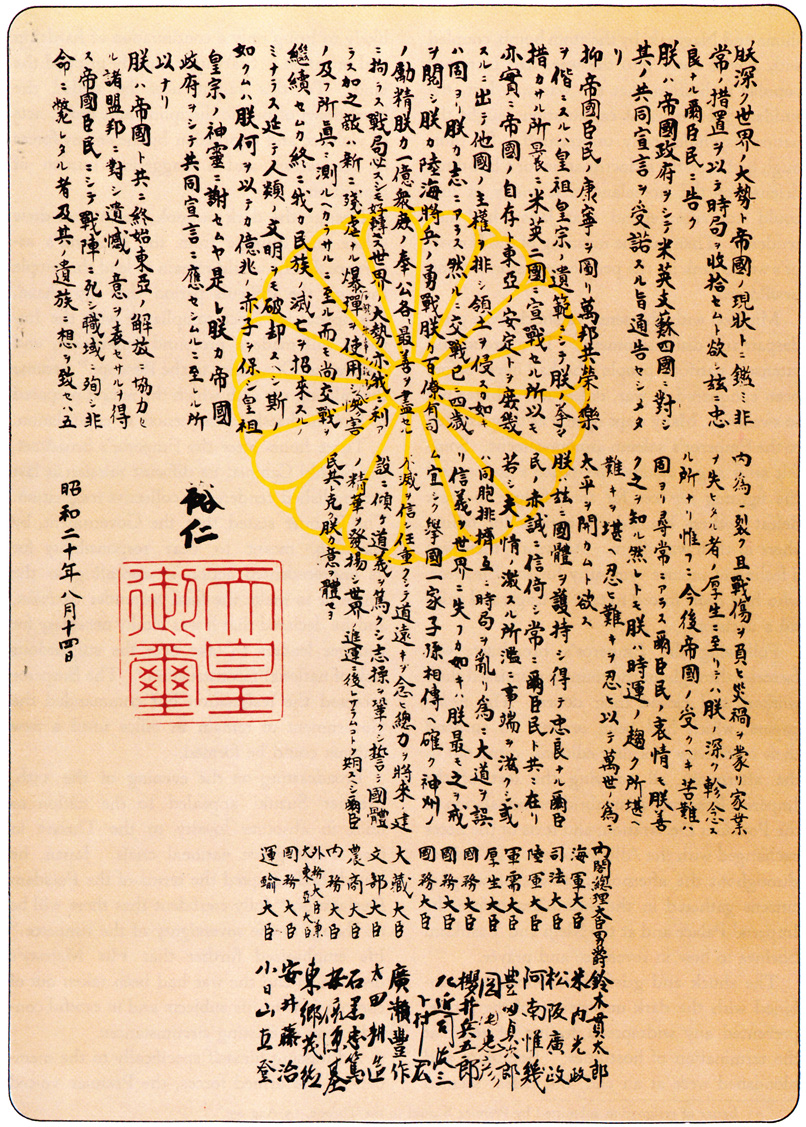
Одностраничный распечатанный рескрипт, с оттиском печати Императора Японии

— https://proza.ru/2018/01/18/792